# Дарфурський геноцид
Дарфурський геноцид — систематичне вбивство етнічних дарфурців, яке відбувалося під час війни в Дарфурі та триваючої війни в Судані (з 2023 року по теперішній час) у Дарфурі. Він став відомим як перший геноцид ХХІ століття. Геноцид, який здійснюється проти етнічних груп фур, масаліт і загава, змусив Міжнародний кримінальний суд (МКС) звинуватити кількох людей у злочинах проти людяності, зґвалтуваннях, примусовому переміщенні та катуваннях. За оцінками, з 2003 по 2005 рік було вбито 200 000 людей.
У 2023 році етнічне насильство проти масалітів спалахнуло знову як побічний ефект чергової війни в Судані, в результаті чого багато з постраждалих втекли до Чаду і поклали початок черговій ескалації геноциду. Станом на грудень 2023 року понад 8 мільйонів людей потребують гуманітарної допомоги.

## Витоки
Криза та триваючий конфлікт у західному Дарфурі Судану виникли внаслідок кількох окремих подій. Першою була громадянська війна між національними урядами Хартума та двома повстанськими групами в Дарфурі: Рухом за справедливість і рівність і Рухом/армією визволення Судану. Повстанські групи були спочатку сформовані в лютому 2003 року через «політичну та економічну маргіналізацію Дарфура Хартумом». У квітні 2003 року, коли повстанці напали на військовий аеродром і викрали генерала військово-повітряних сил, уряд розпочав контратаку. У відповідь на це уряд Хартума озброїв сили ополчення для ліквідації повстання. Це призвело до масового насильства проти громадян у Дарфурі.
Другий фактор — це громадянська війна, яка точиться між християнами, анімістичними чорношкірими жителями півдня та урядом, в якому домінують араби, з моменту здобуття Суданом незалежності від Великої Британії в 1956 році. Насильство, що тривало близько 11 років, призвело до того, що понад мільйон людей стали вимушеними переселенцями: втекли в інші місця Судану або через кордон до Чаду.
Етнічний конфлікт у Дарфурі, в основі якого лежить расизм, не припиняється. У Дарфурі проживає шість мільйонів людей і кілька десятків племен. Дарфур розділений на дві частини: «ті, хто заявляє про чорношкіре „африканське“ походження і в основному займається осілим сільським господарством, і ті, хто заявляє про „арабське“ походження і є переважно напівкочовими пастухами».
Серед виконавців геноциду в Дарфурі були суданський командир Абдель Фаттах аль-Бурхан і лідер арабів Мухаммед Хамдан Дагало.
У 2013 році Організація Об'єднаних Націй (ООН) підрахувала, що під час геноциду було вбито до 300 000 людей; у відповідь суданський уряд заявив, що кількість смертей була «дуже завищеною». До 2015 року, за оцінками, кількість загиблих становила від 100 000 до 400 000.
Насильство тривало і в 2016 році, коли уряд, як стверджується, застосував хімічну зброю проти місцевого населення в Дарфурі. Це призвело до того, що мільйони людей були змушені покинути свої домівки через вороже середовище. Понад 3 мільйони людей постраждали від конфлікту.

## Військові злочини

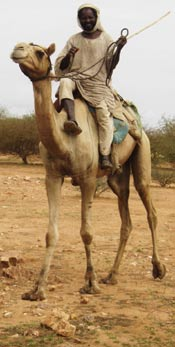
Арабські бойовики Джанджавіду були головним гравцем у конфлікті.

Уперше про етнічну чистку повідомила BBC в листопаді 2003 року, а на початку того ж року в березні адміністратор з Агентства США з міжнародного розвитку, виступаючи перед Конгресом, згадав про етнічні чистки та «знищення населення», які відбувалися в Дарфурі.
У квітні 2004 року Human Rights Watch (HRW) оприлюднила 77-сторінковий звіт «Знищений Дарфур: етнічна чистка силами уряду та міліції в Західному Судані», складений HRW після 25 днів перебування в регіоні. Виконавчий директор африканського відділення HRW Пітер Такірамбудде заявив: «Не може бути жодних сумнівів щодо винності уряду Судану у злочинах проти людства в Дарфурі».

### Зґвалтування під час геноциду в Дарфурі
Відзначено використання зґвалтування як знаряддя геноциду. Цей злочин був здійснений урядовими силами Судану та воєнізованими групами Джанджавід («злі люди на конях»). Дії «джанджавідів» були описані як геноцид зґвалтування не лише жінок, а й дітей. Також надходили повідомлення про те, що немовлят забивали до смерті, а статеве каліцтво жертв стало звичним явищем.
У зв'язку з триваючим конфліктом інтерв'юери та активісти не мали можливості проводити опитування населення в Дарфурі. Проте зґвалтування, про які повідомляється, відбувалися в основному в неарабських селах групами «Джанджавіду» за сприяння суданських військових.
Параметри, в яких відбулися ці атаки:
1. Сили джанджавідів оточили село, а потім напали на дівчат і жінок, які покинули село, щоб зібрати дрова або воду.[19]
2. Сили «Джанджавід» або ходили по домівках, вбиваючи хлопців і чоловіків, ґвалтуючи дівчат і жінок, або збирали всіх, доставляючи їх до центрального місця, де потім вбивали хлопців і чоловіків, а потім ґвалтували дівчат і жінок.[19]
3. Сили Джанджавід відправлялися в сусідні села чи міста, табори для внутрішньо переміщених осіб (ВПО) або перетинали кордон із Чадом, щоб ґвалтувати жінок і дітей.[19]

За словами Тари Джінгеріх і Дженніфер Леанінг, напади на зґвалтування часто здійснювалися на очах у інших, «включно з чоловіками, батьками, матерями та дітьми жертв, яких змушували спостерігати та не дозволяли втрутитися». Це геноцидне зґвалтування було скоєно на широкому віковому діапазоні, який включає жінок 70 років і старше, дівчаток до 10 років і вагітних жінок.
Зниклих безвісти жінок і дівчат, ймовірно, звільнили, але досі вони не могли возз'єднатися зі своїми родинами. У заяві в ООН колишній генеральний секретар Кофі Аннан сказав: «У Дарфурі ми бачимо переміщення цілих груп населення, руйнування їхніх домівок, а зґвалтування використовується як цілеспрямована стратегія».

## Міжнародна інтервенція

### Змішана операція ООН— Африканського Союзу в Дарфурі (ООНАС)
Для підтримки миру в Дарфурі Організація Об'єднаних Націй створила гібридну місію ООН-Африканського Союзу (ООНАС). Вона була заснована 31 липня 2007 року після прийняття резолюції 1769 Ради Безпеки. Однак офіційно розпочала роботу 31 грудня 2007 року. Штаб-квартира Місії знаходиться в Ель-Фаширі, Північний Дарфур. Вона має штаб-квартири сектору в Ель-Генейні (Західний Дарфур), Ньялі (Південний Дарфур), Залінгеї (Центральний Дарфур) та Ед-Дейні (Східний Дарфур). Місія має 35 місць дислокації в п'яти штатах Дарфуру.
Африканський Союз (АС) і Організація Об'єднаних Націй (ООН) підготували рамковий документ для інтенсивних дипломатичних і політичних зусиль з підтримки миру. Прийняття Суданом гібридної операції Африканського союзу в Дарфурі стало результатом інтенсивних переговорів між Генеральним секретарем Пан Гі Муном і кількома учасниками міжнародного співтовариства. За інформацією на веб-сайті ООНАС, «мандат поновлюється щорічно, а ухвалення резолюції Ради Безпеки 2296 продовжило його до 30 червня 2017 року».
Миротворча місія стикається з кількома проблемами: від безпеки до матеріально-технічних обмежень. Війська, які були розгорнуті, діють у невблаганних, складних і часто ворожих політичних умовах. Крім того, місії стикаються з великою кількістю нестач обладнання, інфраструктури, транспорту та авіації. Оскільки бюджет ООНАС становить 1 039 573,2 доларів США на 2016—2017 фінансовий рік.
Проте, маючи обмежені ресурси і вороже оточення, військам все ж вдається забезпечувати захист місцевого населення в Дарфурі і сприяти просуванню операції з надання гуманітарної допомоги. ООНАС робить свій внесок у зміцнення миру, усунення критичних коренів конфлікту та припинення насильства, враховуючи, що «місія здійснює понад 100 патрулювань щодня».
Миротворці сприяють співпраці та підтримці миру шляхом:
- Захист цивільного населення без шкоди для відповідальності уряду Судану.[20]
- Надання гуманітарної допомоги агентствами ООН та іншими суб'єктами надання допомоги, а також безпека гуманітарного персоналу.[20]
- Посередництво між урядом Судану та рухами, що не підписали Угоду.
- Вирішення конфлікту громади шляхом усунення його першопричин.

Станом на 31 липня 2007 року затверджена чисельність місії становила 25 987 миротворців у формі. До складу операції входили 19 555 військовослужбовців, 360 військових спостерігачів і офіцерів зв'язку, 3 772 поліцейських радника і 2 660 сформованих поліцейських підрозділів (СПП).
У середині 2011 року ООНАС становила 90 відсотків своєї повної дозволеної чисельності, що зробило її однією з найбільших миротворчих операцій ООН.

### 2018 рік
Хоча насильство в Дарфурі все ще має місце, воно знаходиться на низькому рівні, а ситуація в регіоні стає все більш стабільною. Сили ООНАС виводяться, оскільки відбулося скорочення чисельності військ, розгорнутих на місцях у Дарфурі, Судан.

Заступник генерального секретаря ООН Аміна Мохаммед заявляє:
«За останні десять років ми інвестували 16 мільярдів доларів лише в миротворчу діяльність, на додаток до гуманітарного фінансування та двосторонньої допомоги, щоб полегшити страждання населення. Оскільки регіон оговтується від війни, настав час консолідувати здобутки», — сказала вона. додавши, що настав час «активізуватись і переконатися, що Дарфур рухається до миру та процвітання».

## Реакції

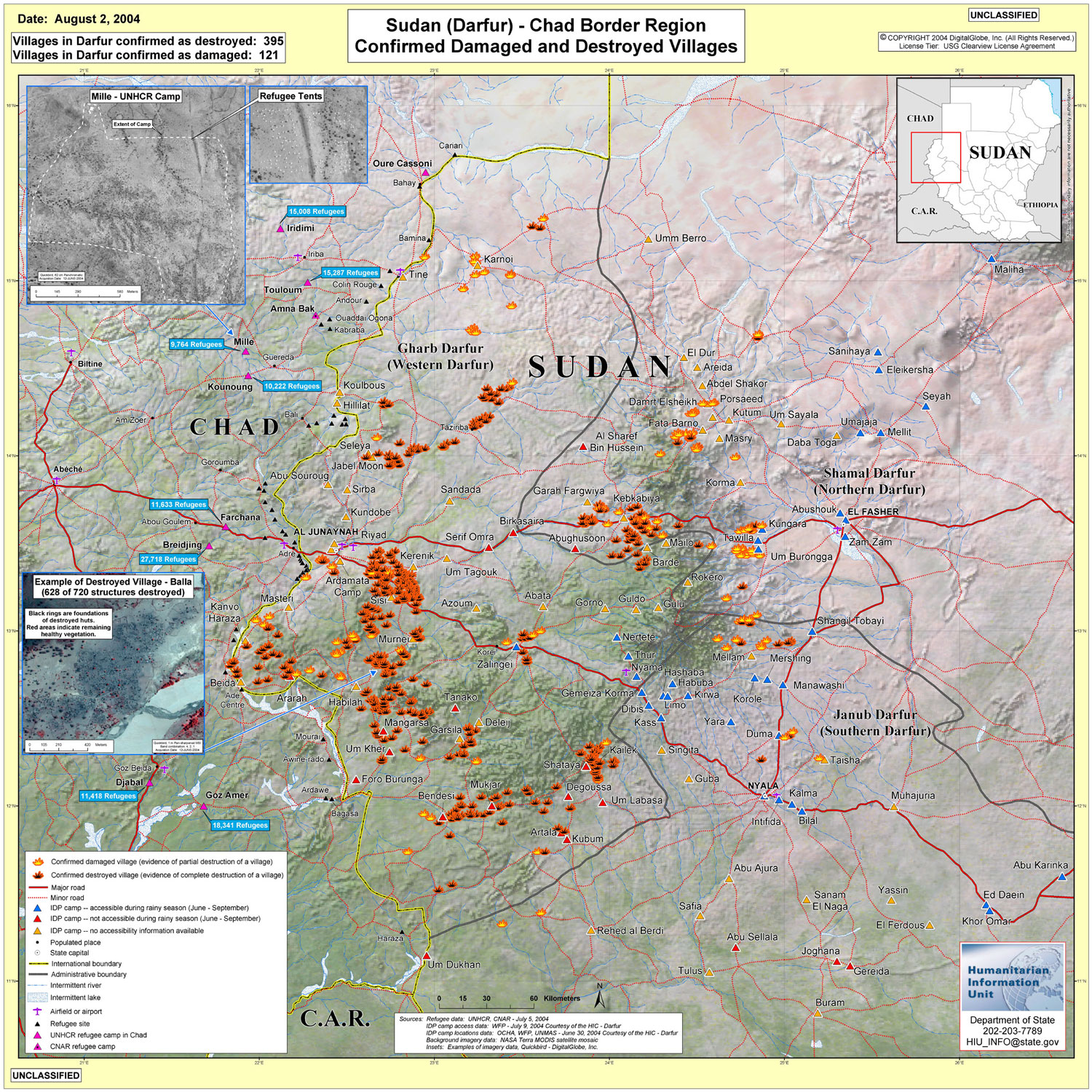
Зруйновані села (серпень 2004)

У 2007 році колишній співробітник Google, Андрія Рубен МакКул, задумав використовувати зображення високої роздільної здатності з Google Earth, щоб нанести на карту те, що відбувається в Дарфурі. Проєкт під назвою «Криза в Дарфурі» здійснюється Меморіальним музеєм Голокосту Сполучених Штатів у партнерстві з Google Earth. Програмне забезпечення дозволяє користувачам збільшувати масштаб регіону, і користувачі змогли побачити понад 1600 зруйнованих і пошкоджених сіл. Марк Тарн, написавши в Guardian, описує зображення як «драматичні», оскільки територія позначена червоними та жовтими піктограмами, які, за його словами, «графічно передають хаос, заподіяний людям регіону».
У 2004 році Колін Пауелл заявив державному комітету у закордонних справах, що в Дарфурі був здійснений геноцид, що відповідальність несуть суданський уряд і Джанджавід, і що геноцид, можливо, все ще триває. Пауелл заявив, що, переглянувши докази, які були зібрані Державним департаментом, і порівнявши їх з інформацією, яка є у вільному доступі міжнародним співтовариством, він дійшов висновку, що в Дарфурі був здійснений геноцид.

21 вересня 2004 року під час конвенції Сенату з міжнародних відносин Пауелл сказав:
«У липні ми розпочали обмежене розслідування, відправивши групу відвідати табори для біженців у Чаді, щоб поговорити з біженцями та переміщеними особами. Команда… змогла опитати 1136 із 2,2 мільйона людей, які, за оцінками ООН, постраждали ця жахлива ситуація».
«Ці інтерв'ю показали: … послідовну і широко розповсюджену практику звірств: Вбивства, зґвалтування, спалення сіл, скоєні джигавейтами та урядовими силами проти неарабських мешканців сіл; три чверті опитаних повідомили, що до нападів причетні суданські збройні сили; … [села] часто зазнавали численних нападів протягом тривалого періоду, перш ніж їх знищували шляхом спалення, обстрілів або бомбардувань, що унеможливлювало повернення мешканців до своїх сіл. Це були скоординовані зусилля, а не просто випадкове насильство».
«Коли ми переглянули докази, зібрані нашою командою, а потім поставили їх поруч із іншою інформацією, доступною Державному департаменту та широко відомою міжнародному співтовариству, про яку широко повідомляли медіа та інші, ми дійшли висновку, я дійшов висновку, що геноцид було скоєно в Дарфурі, і уряд Судану та Джінгавейт несуть відповідальність, і що геноцид може все ще відбуватися».
На завершення Пауелл оголосив, що в наступній Резолюції Ради Безпеки ООН буде проведено розслідування всіх порушень міжнародного гуманітарного права та прав людини в Дарфурі, Судан, з метою забезпечення відповідальності.
У промові, виголошеній 29 травня 2007 року, президент США Джордж Буш підтвердив, що ситуація в Дарфурі є геноцидом. Посилаючись на відмову президента Судану Омара аль-Башира співпрацювати, він оголосив про посилення економічних санкцій проти Судану та про те, що він домагатиметься ухвалення резолюції Ради Безпеки Організації Об'єднаних Націй щодо запровадження додаткових санкцій, включаючи заборону уряду Судану здійснювати військові польоти над Дарфуром. Він закликав ООН, Африканський Союз та інших членів міжнародного співтовариства не перешкоджати крокам, які вживаються для відновлення миру в Дарфурі, і закликав президента Башира співпрацювати з миротворчими силами та припинити вбивства невинних людей у Дарфурі.
За словами Ребекки Джойс Фрей, міжнародне співтовариство зайняло таку саму позицію щодо Дарфуру, як і щодо геноциду в Руанді, позицію «стороннього спостерігача» або «постороннього спостерігача». Джойс Фрей також стверджує, що Башир, як і інші лідери, усвідомили, що відсутність втручання міжнародної спільноти в Руанду дає їм свободу дій для продовження геноциду, не маючи жодних серйозних побоювань щодо міжнародного втручання.
Ніколас Крістоф, написавши в New York Times, стверджував, що Китай «фінансує, дипломатично захищає та постачає зброю для першого геноциду ХХІ століття» в Дарфурі.
Китай розглядався як фактор, що сприяє опору президента Башира розгортанню ООН і міжнародній увазі. Китай справді тиснув на Судан, щоб той погодився на розміщення ООН у Дарфурі; однак Китай також постачав Хартуму зброю і мав право одноосібно накладати вето на резолюції Ради Безпеки ООН. Головною метою Китаю є не досягнення кращої практики прав людини в абстрактному плані, а задоволення базових потреб Дарфура в харчуванні, житлі та безпеці.
У 176-сторінковій доповіді, складеній Міжнародною комісією з розслідування ситуації в Дарфурі для Генерального секретаря Організації Об'єднаних Націй, Комісія визначила, що уряд Судану не проводив навмисно політику, яка б призвела до геноциду. Комісія «встановила, що урядові війська та ополченці здійснювали невибіркові напади, включаючи вбивства цивільних осіб, тортури, насильницькі зникнення, знищення сіл, зґвалтування та інші форми сексуального насильства, мародерство і примусове переміщення по всьому Дарфуру». Однак Комісія дійшла висновку, що «найважливіший елемент наміру геноциду, як видається, відсутній, принаймні, що стосується центральних органів влади». Далі Комісія стверджує, що воєнні злочини і злочини проти людяності, які мали місце в Дарфурі, є настільки ж важливими, як і в тому випадку, якщо б ситуація була визнана геноцидом.
Коаліція «Врятуй Дарфур», як розповідає Девід Ланц у своїй статті під назвою «Врятуй Дарфур: рух і його невдоволення», була одним із найбільших міжнародних громадських рухів і мала значний вплив на реакцію світу на Дарфур. Деякі з досягнень, які Ланц приписує коаліції «Врятуй Дарфур», яка стала надзвичайно популярною в Сполучених Штатах, — це зміна риторики уряду. Ланц вважає одним із найбільших досягнень руху те, що Колін Пауелл вважає Дарфурську кризу геноцидом. Ще одним досягненням, за яке взяла на себе відповідальність «Врятуймо Дарфур», була їхня життєво важлива роль у лобіюванні в Раді Безпеки ООН щодо передачі Дарфуру до МКС.
У Сполучених Штатах рух «Врятуй Дарфур» привернув увагу багатьох знаменитостей, зокрема: Анджеліни Джолі, Бреда Пітта, Джорджа Клуні, Мії Ферроу та Річарда Бренсона. Відомо, що Ферроу подорожувала Дарфуром і знімала дітей, які гралися. Ферроу та Бренсон також опублікували відео на YouTube, де вони та інші оголошували голодування на знак солідарності з людьми в Дарфурі. Джорджа Клуні вважали однією з найвпливовіших знаменитостей, які винесли Дарфурську кризу на світову арену. Анджеліна Джолі та Бред Пітт пожертвували 1 мільйон доларів трьом благодійним організаціям, що працюють у Судані.

## Праці МКК
Спочатку МКС відмовився додати звинувачення в геноциді до обвинувального висновку щодо президента Судану Омара Башира; однак після апеляції це рішення було скасовано. Судова палата визнала, що були «розумні підстави вважати його відповідальним за три пункти геноциду».
14 липня 2009 року Міжнародний кримінальний суд висунув обвинувачення Омару Баширу у злочинах проти людяності та сприянні та наданні геноциду в Дарфурі. 12 липня 2010 року МКС видав другий обвинувальний акт щодо арешту аль-Башира за геноцид, це був перший випадок, коли МКС видав ордер на арешт за злочин геноциду. Окрім Башира, суд висунув обвинувачення ще шістьом підозрюваним: Ахмеду Харуну, Алі Кушайбу, Бахару Абу Гарді, Абдаллаху Банді, Салеху Джербо, Абдель Рахіму Мохаммеду Хусейну. 9 червня 2020 року Кушайб був узятий під варту Міжнародним кримінальним судом у Гаазі. Суд над ним розпочався 5 квітня 2022 року.
Луїс Морено-Окампо, прокурор МКС, який висунув звинувачення у злочинах проти людства, також висуває у своїй заяві звинувачення в геноцидному зґвалтуванні, оскільки такі дії можуть розглядатися в МКС як самостійні злочини.
11 лютого 2020 року уряд Судану погодився, що колишньому президенту Омару аль-Баширу пред'являться звинувачення у військових злочинах перед МКС. Зобов'язання було прийнято під час мирних переговорів із повстанськими групами.
Прокурор МКС Карім Хан підтвердив, що як регулярна армія Судану, так і воєнізовані Сили швидкої підтримки скоїли військові злочини в Дарфурі, зосередивши увагу на минулих звірствах в Ель-Генейні. У звіті ООН було оцінено 10 000–15 000 смертей, а США офіційно оголосили про військові злочини та гуманітарну кризу, що призвело до того, що мільйони людей залишилися переміщеними.

## Дарфурські табори для біженців

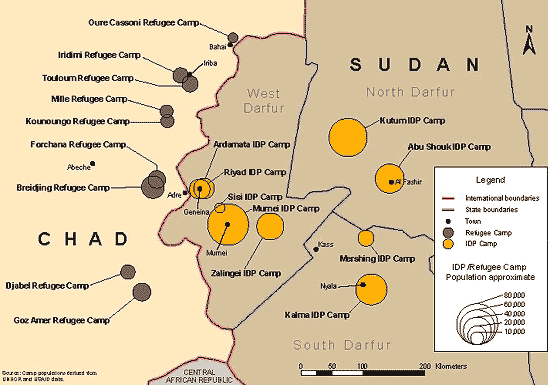
Дарфурські табори для біженців

Громадяни Дарфуру, які втекли від геноциду в Судані — і продовжують тікати сьогодні — поселяються в одному з 13 таборів для біженців у Східному Чаді. Близько 360 000 дарфурців страждають у цих таборах: «Більше 10 років, які вони прожили в таборах, були відзначені обмеженими ресурсами, загрозами зсередини та ззовні таборів тощо, але життя біженців стає ще важчим».
УВКБ ООН запропонувало Генеральному секретарю ООН «взяти на себе відповідальність за захист і добровільне повернення ВПО в їхні рідні села в Західному Дарфурі в партнерстві з іншими установами…». ООН схвалила їхню пропозицію щодо управління та створення захисного середовища в таборах, приймаючих громадах і поселеннях для переміщених людей у Дарфурі.
Нестача фінансування вплинула на збільшення кількості біженців та внутрішньо переміщених осіб. Навколишнє середовище та відсутність виняткових умов проживання не здатні прийняти громаду біженців.
Станом на 2018 рік група біженців, які перебували в Чаді з 2003—2004 років, повертаються до Північного Дарфуру. Вони перші з тисяч людей, які, як очікується, добровільно повернуться до Дарфуру найближчими місяцями. Біженці забезпечені транспортом і пакунками, які включають тримісячні харчові пайки, надані Всесвітньою продовольчою програмою (ВПП). Оскільки в Дарфурі зберігається мир і ситуація з безпекою, все більше біженців захочуть повернутися до Судану.

## Медіа та популярна культура

### Фільми
Документальний фільм «Диявол прийшов верхи» (2007) присвячений насильству та трагедії геноциду в Дарфурі. Історія розглядається очима американця, який повертається додому, щоб оприлюднити історію, використовуючи образи та історії систематично знищених життів.
У 2009 році Уве Болл, режисер і продюсер, випустив фільм під назвою «Атака на Дарфур». У центрі сюжету — американські журналісти, які відвідують Судан, щоб взяти інтерв'ю у місцевих жителів про конфлікт, що триває. Вони стикаються зі звірствами, які спричинили представники групи «Джанджавід», намагаючись з усіх сил зупинити вбивства та допомогти селянам, які зіткнулися з геноцидом.
Режисер Тед Браун досліджує геноцид у Дарфурі, Судан. Разом із зіркою «Готелю Руанда» Доном Чідлом, фільм «Дарфур зараз» (2007) є закликом до дій для людей у всьому світі, щоб допомогти подолати триваючу кризу в Дарфурі.
«Пісок і горе: Новий документальний фільм про Дарфур» (2007) — це документальний фільм про поточний конфлікт у Дарфурі. Інтерв'ю та відео з правозахисником Джоном Прендергастом, професором Гарварду Самантою Пауер і оглядачем New York Times Ніколасом Крістофом демонструють походження та наслідки конфлікту між арабськими та неарабськими племенами в регіоні Дарфур.

## Подальше читання
- Hagan, John; Rymond-Richmond, Wenona (December 2008). The Collective Dynamics of Racial Dehumanization and Genocidal Victimization in Darfur. American Sociological Review. 73 (6): 875—902. doi:10.1177/000312240807300601.
- Prunier, Gérard (2007). Darfur: The Ambiguous Genocide (вид. revised). Ithaca: Cornell University Press. ISBN 978-0-8014-4602-3.